# Jean Laroyenne
Jean Laroyenne, né le 6 mars 1930 à Lyon et mort le 13 février 2009 à Lyon, est un escrimeur français aux trois armes, avec une prédilection pour le sabre.

## Carrière
Escrimeur du Masque de Fer de Lyon, et après de nombreuses leçons de travail au plastron, Jean Laroyenne commence la compétition et sa carrière de la meilleure des manières en 1943 avec un premier titre de Champion Universitaire cadet du Lyonnais au fleuret. Jusqu'en 1947, il remporte plus de douze titres de Champion du Lyonnais, universitaire et moins de 20 ans confondus, au fleuret, au sabre et à l'épée.
En 1946, après une finale au fleuret puis au sabre, il devient Champion de France Universitaire à l'épée.
En 1948, il est engagé en Indochine et met sa carrière entre parenthèses.
Jean Laroyenne reprend sa carrière en 1950, et participe à l'épreuve de sabre par équipes lors des Jeux olympiques d'été de 1952 à Helsinki et remporte la médaille de bronze accompagné de Bernard Morel. Il s'inscrit en France comme l'un des escrimeurs les plus talentueux de sa génération en devenant l'une des figures emblématiques du Masque de Fer de Lyon.
Après quatre années de travail en Afrique entre 1954 et 1958, Jean Laroyenne mettra un terme à sa carrière en 1963 avec plus d'une trentaine de titres de Champions du Lyonnais aux trois armes, et trois titres de Champions de France à l'épée et au sabre. Il devient secrétaire du Masque de Fer de Lyon.
La relative modestie de son palmarès international qu'expliquent les nombreux évènements qui ont ponctué sa vie, est à compléter de la médaille de bronze de l’Éducation Physique ainsi que de la médaille d'or de la Jeunesse et des Sports.